# Samia Suluhu
Samia Hassan Suluhu (ur. 27 stycznia 1960) – tanzańska polityk, w latach 2015–2021 wiceprezydent Tanzanii, od 2021 prezydent Tanzanii.

## Życiorys

### Wykształcenie
Po ukończeniu szkoły średniej w 1977 roku została zatrudniona w Ministerstwie Planowania i Rozwoju na stanowisku referendarza. W 1986 roku ukończyła Instytut Zarządzania Rozwojem (obecnie Mzumbe University), uzyskując dyplom z zakresu administracji publicznej.
Po ukończeniu studiów była zatrudniona przy projekcie finansowanym przez Światowy Program Żywnościowy. W latach 1992–1994 studiowała na Uniwersytecie Manchesterskim i ukończyła studia podyplomowe z ekonomii. W 2015 Uzyskała tytuł magistra w dziedzinie rozwoju gospodarczego społeczności w ramach wspólnego programu między Open University of Tanzania i Southern New Hampshire University.

### Działalność polityczna
Polityka zajęła się w 2000 roku, kiedy została wybrana na członka specjalnego w Izbie Reprezentantów Zanzibaru i została mianowana ministrem przez prezydenta Zanzibaru Amaniego Karume. Po pięciu latach uzyskała reelekcję.
Z powodzeniem kandydowała w wyborach powszechnych w Tanzanii w 2010 roku do Zgromadzenia Narodowego Tanzanii, w którym zasiadała do czasu wyboru na wiceprezydenta. Prezydent Jakaya Kikwete mianował ją ministrem stanu ds. Unijnych. W 2014 roku została wybrana na wiceprzewodniczącą Zgromadzenia Ustawodawczego, którego zadaniem było opracowanie projektu nowej konstytucji kraju.
W 2015 kandydowała na urząd wiceprezydenta u boku Johna Magufuli. Została pierwszą kobietą pełniącą tę funkcję. W 2020 z powodzeniem ubiegali się o reelekcję.
17 marca 2021 w wyniku śmierci urzędującego prezydenta, Samia Suluhu jako wiceprezydent przejęła jego obowiązki. 19 marca 2021 objęła urząd prezydenta Tanzanii, stając się pierwszą kobietą na tym stanowisku.

## Życie prywatne
W 1978 roku wyszła za mąż za rolnika Hafidha Ameira. Mają czworo dzieci. Jej córka, Wanu Hafidh Ameir (ur. 1982), jest członkinią specjalnej Izby Reprezentantów Zanzibaru.

## Odznaczenia
- Łańcuch Orderu Gwiazdy Rumunii – Rumunia, 2023[4]